# Sân tập gym

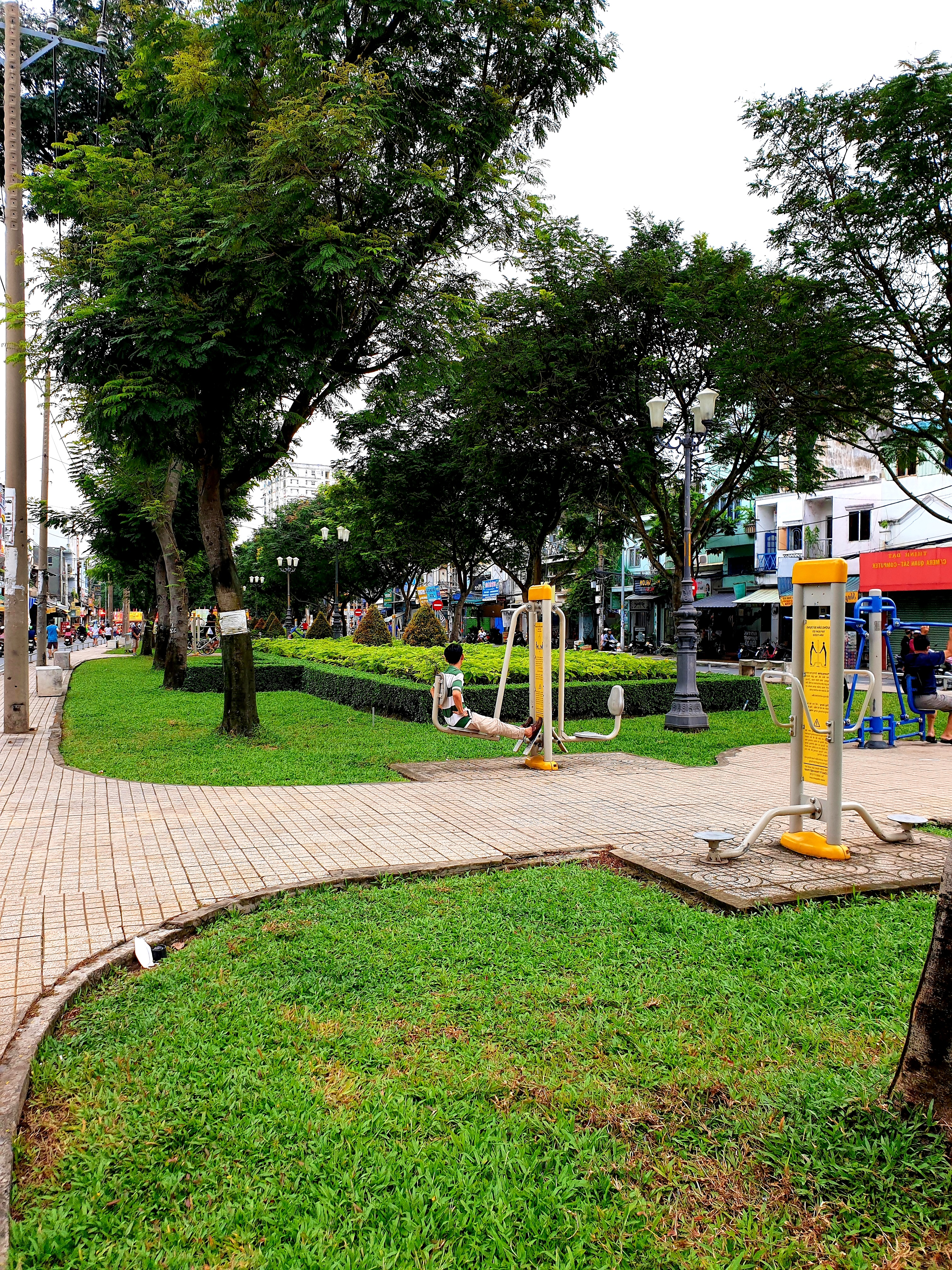
Các thiết bị tập luyện ngoài trời được lắp đặt ở Công viên Kênh Nước Đen tại Thành phố Hồ Chí Minh, với hai món gồm thiết bị đạp chân và máy tập xoay eo

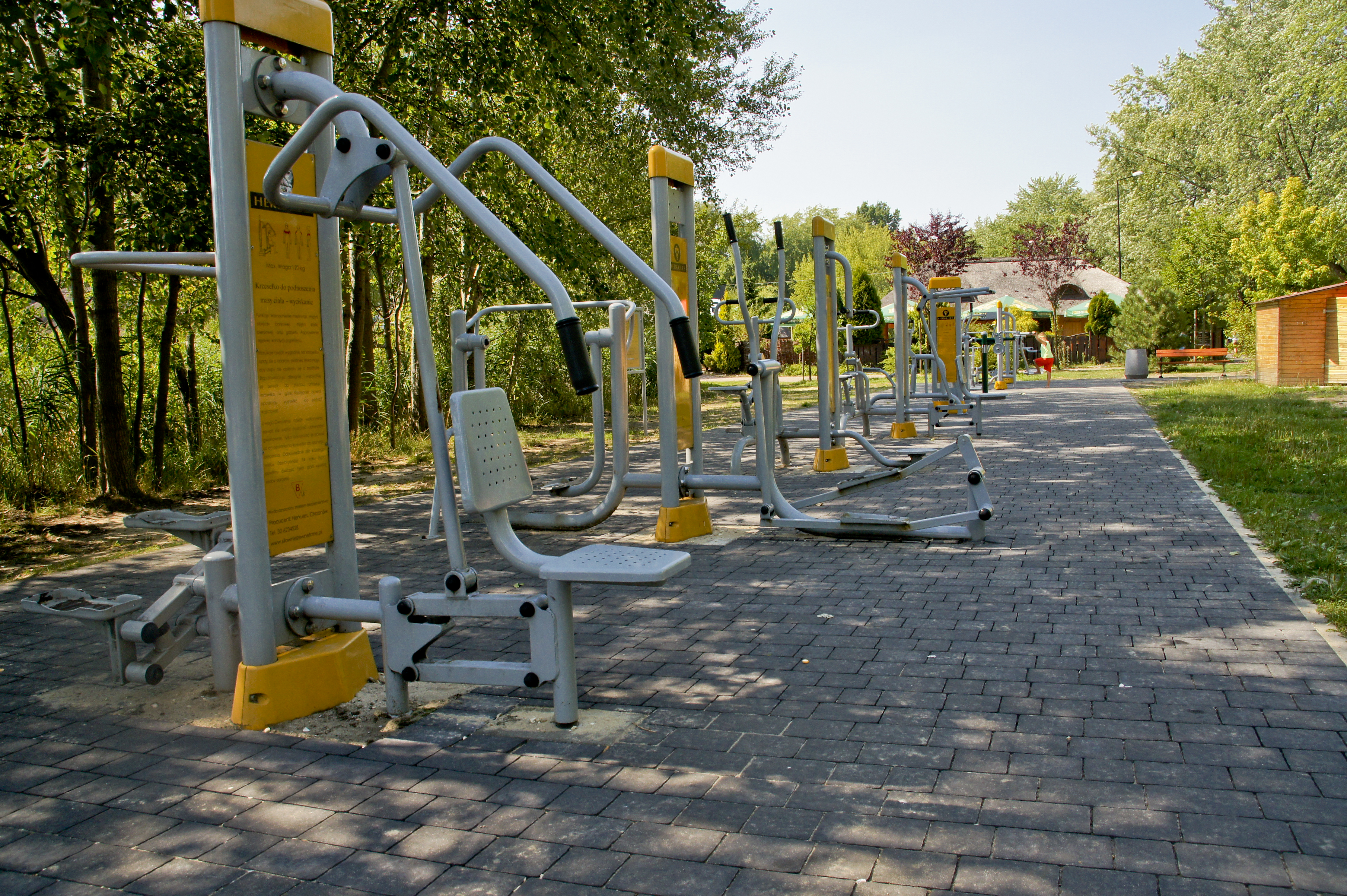
Các thiết bị tập luyện ngoài trời tại một công viên với một dàn các máy đẩy tay

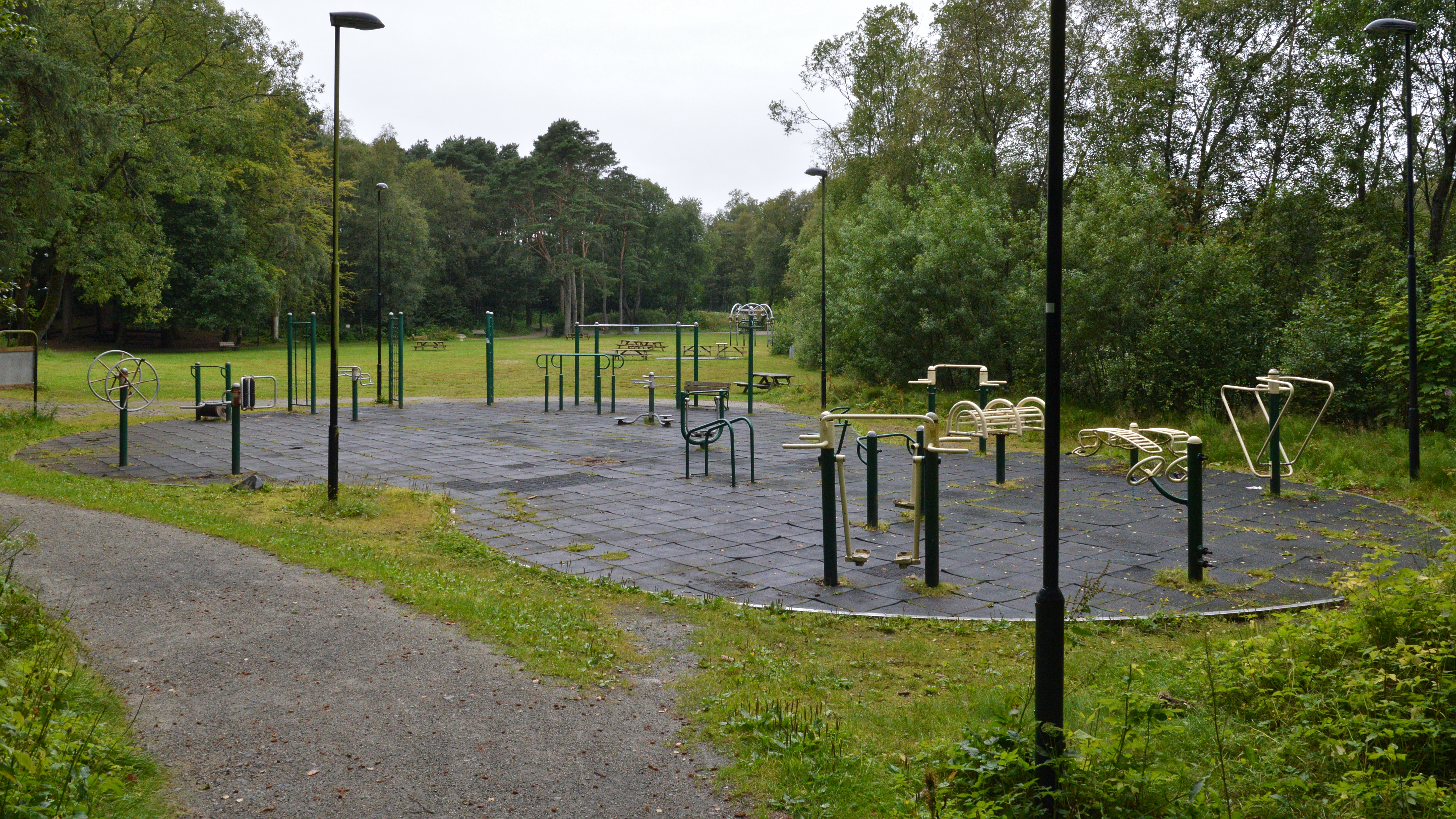
Các thiết bị tập luyện thể dục ngoài trời ở Na Uy, với các thiết bị như máy đi bộ trên không và thiết bị tập tay

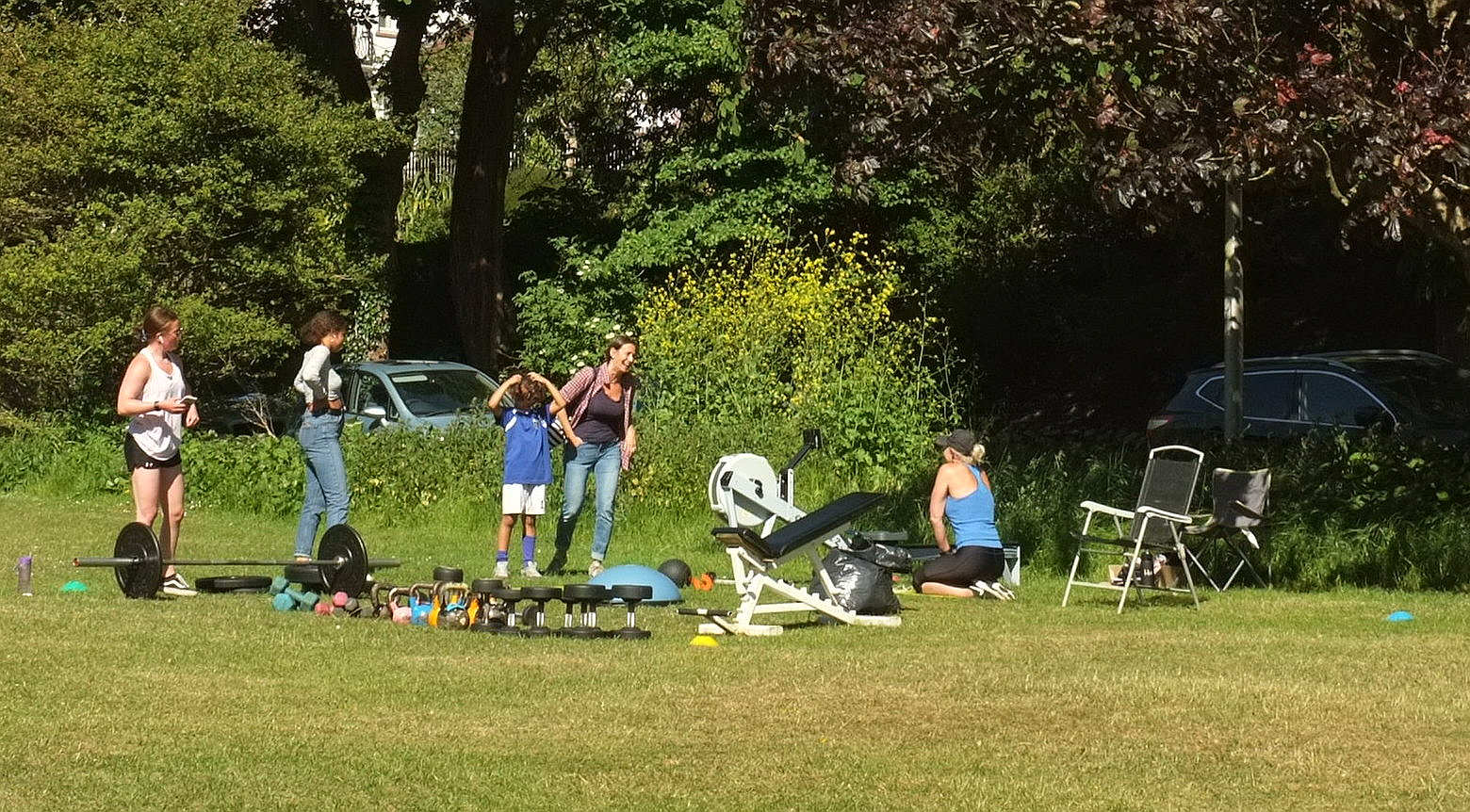
Người dân tập thể dục ngoài trời

Sân tập gym (Outdoor gym) là một dạng phòng tập thể dục (gym) được xây dựng, thiết kế, bố trí bên ngoài trời, thường nằm trong khuôn viên một công viên công cộng, tại đây có các trang thiết bị tập luyện (máy tập thể dục, máy tập tạ) được lắp đặt với cấu trúc chịu được mọi điều kiện thời tiết, thường là những thiết bị cấu tạo cơ đơn giản, dễ sử dụng, không tốn nhiều công bảo trì phần nào được mô phỏng theo thiết bị trong sân chơi chung. Sân tập gym thịnh hành tương tự như sự phát triển của mô hình chạy đường mòn (Fitness trails) vào những năm 1960–1970, xu hướng tiếp tục được tạo ra nhu cầu đặc biệt ở Hoa Kỳ và châu Âu. Trong một số trường hợp nhất định khi những con đường mòn tập luyện được sử dụng để tập thể dục thì cũng được gọi là phòng tập thể dục ngoài trời. Sân tập thể dục thể thao ngoài trời với các thiết bị tập luyện lắp đặt sẵn để phục vụ cho các cư dân xung quanh có nhu cầu tập luyện sức khoẻ là một phúc lợi xã hội công cộng dành cho dân cư cộng đồng.

## Các thiết bị
Các loại thiết bị tập thể dục ngoài trời có thể khác nhau tùy theo loại hình công viên, địa phương và du khách. Không có danh sách thiết bị cố định nào có thể bao gồm tất cả các loại máy móc, thiết bị hoặc vật dụng, đồ đạc, phụ kiện được sử dụng ở các khu vực khác nhau trên thế giới để phục vụ cho việc giải trí ngoài trời. Các thiết bị, vật dụng, đồ đạc, phụ kiện hoặc máy móc này cũng có thể được phân loại thành nhóm rèn luyện sức mạnh thể chất và tập thể dục đơn giản nâng cao sức khoẻ hoặc tập luyện sức bền. Một số thiết bị tập thể dục ngoài trời cơ bản, đơn giản, cố định, chắc bền, dễ tập thường thấy được sử dụng phổ biến, rộng rãi như thanh kéo xà, thanh thăng bằng, thanh nhún song song. Ngoài ra có thể kể đến như:
- Máy tập khởi động: Là nhóm dụng cụ tập thể dục công viên được sử dụng để cho bài khởi động cơ thể trước khi tập các bài tập chính. Các bài tập khởi động giúp làm nóng cơ thể, tăng cường lưu thông máu, giảm nguy cơ chấn thương. Một số máy tập khởi động phổ biến trong công viên bao gồm thiết bị khởi động 3 tầng ngoài trời, thiết bị tập nhảy nối tiếp.
- Máy tập tay là nhóm dụng cụ tập thể dục công viên giúp tập luyện các nhóm cơ ở tay, vai và lưng. Các bài tập tập tay giúp tăng cường sức mạnh và sức bền của tay. Chúng gồm các thiết bị phổ biến trong công viên như Xà đơn, xà kép, thiết bị tập đẩy tay, đẩy ngực, thiết bị tập tay vai, bàn xoay tập khí công dưỡng sinh, thiết bị tập kéo giãn tay, thiết bị tập tay vai loại đơn ngoài trời. Các thiết bị này giúp tăng cường sức mạnh và sự dẻo dai cho đôi tay, cũng như các khớp cổ tay, cẳng tay, khớp vai. Nhóm thiết bị này thu hút phần đông thanh thiếu niên, những người ưa chuộng các môn thể thao đường phố, thiên về thể lực.
- Máy tập tay vai đôi: Thiết bị tập tay vai đôi là dụng cụ được dùng phổ biến ở nhiều công viên. Thiết bị này giúp rèn luyện các bài tập tác động lên vùng cổ tay, cánh tay, khớp vai, tạo sự linh hoạt cho các nhóm cơ. Tác dụng của máy tập tay vai đôi giúp hỗ trợ hệ tuần hoàn và hệ hô hấp, tác động cơ vai và tay, phù hợp với người lớn tuổi, vận động cho xương và cơ bắp thực sự tốt.
- Dụng cụ đi bộ lắc tay hay còn gọi là Máy tập đi bộ lắc tay hay máy đi bộ kéo tay: Thiết kế chức năng cơ bản nhất của loại máy tập thể dục công viên này là rèn luyện khả năng giữ thăng bằng cơ thể và tăng cường phối hợp tay chân. Thông qua việc vận động toàn thân với cường độ cao, thiết bị này không chỉ giúp người tập khỏe người, bền sức mà còn giúp giảm tải căng thẳng, thư thái hơn sau quá trình vận động. Cách tập luyện là hai chân đứng lên bàn đạp, hai tay nắm hai cần phía trên, di chuyển chân để vận động toàn thân, kết hợp thở đều. Tác dụng của dụng cụ đi bộ lắc tay là hỗ trợ hệ tuần hoàn và hệ hô hấp, tác động vùng cơ đùi trước, đùi sau và bắp chân, vận động toàn thân. Một vài lưu ý khi sử dụng máy tập đi bộ lắc tay là nên thực hiện động tác lắc lư tự nhiên nhất có thể, nhất là đối với người cao tuổi không nên tập cường độ quá lớn để tránh căng cơ.
- Máy đi bộ trên không hay còn gọi là Máy trượt tuyết: Là một trong những thiết bị cơ bản cần có của một khu tập thể dục công cộng thiếu không gian đi lại hoặc một đường chạy bộ, thiết bị này đảm bảo giúp cơ thể không bị tác động xấu tới cơ, xương trong quá trình tập luyện. Tác dụng của máy đi bộ trên không gồm nâng cao sức khỏe và tinh thần mỗi ngày, rèn luyện và tập chuyên sâu vùng cơ chân và cơ đùi, tốt cho tim mạch, vận động cho xương và cơ bắp thực sự tốt, phát triển sức mạnh của cơ bắp trong chi dưới, bắp đùi và thắt lưng, và cải thiện sự linh hoạt. Với thiết bị này, người tập luyện có thể vừa tập luyện cho cả tay, chân và toàn bộ cơ thể. Qua đó từ từ nâng cao sức khỏe tổng quát, giảm tích nước, săn chắc vóc dáng và ngăn ngừa khả năng mắc các bệnh về tim mạch, hô hấp. Cách tập luyện gồm hai chân đứng lên bàn đạp, hai tay nắm hai cần phía trên, di chuyển chân theo bước cắt kéo, di chuyển hai chân từ trước ra sau và ngược lại như đang bước đi, đều và liên tục.
- Dụng cụ xà đơn hai bậc với cách tập luyện là nắm chắc hai tay vào thanh ngang, nhấc cả thân người lên rồi hạ xuống, lặp lại động tác. Tác dụng của dụng cụ xà đơn hai bậc gồm tăng cường sức mạnh cơ bắp tay, vai, ngực và lưng, giúp tăng chiều cao một cách hiệu quả, với động tác đu người, nâng cơ thể lên cao sẽ có tác động đến phần sụn trong cột sống giúp kéo dài cột sống và tăng chiều cao tự nhiên, tiêu hao calo và giảm cân nặng một cách hiệu quả.
- Máy tập chân: Là nhóm dụng cụ tập thể dục công viên giúp tập luyện các nhóm cơ ở chân, mông và đùi. Các bài tập tập chân giúp tăng cường sức mạnh và sức bền của chân, giúp đi lại, chạy nhảy và leo cầu thang dễ dàng hơn. Máy tập chân gồm các thiết bị như: Máy tập đi bộ, máy tập chạy bộ, xe đạp tập, thiết bị đạp chân, máy tập đẩy chân (để thực hiện động tác đạp đùi), thiết bị tập đá chân cung cấp các bài tập cho chân giúp tăng cường thể lực, sự dẻo dai và linh hoạt cho đôi chân, cũng như các khớp cổ chân, đầu gối, khớp đùi. Một số máy tập chân phổ biến trong công viên như xe đạp có tựa lưng ngoài trời, máy tập đi bộ lắc tay, thiết bị tập đá chân ngoài trời, thiết bị đi bộ bằng thang đôi.
- Nhóm dụng cụ tập eo: Là nhóm dụng cụ tập thể dục công viên giúp tập luyện chuyên sâu cho vùng bụng (bài tập bụng), các nhóm cơ ở eo, giúp đốt mỡ thừa, có vòng eo thon gọn và săn chắc, gồm các thiết bị như Dụng cụ xoay eo ngoài trời, ghế cong tập bụng, thiết bị tập lưng eo (máy lắc lưng eo), máy tập eo, máy xoay eo 3 vị trí ngoài trời, máy tập lưng eo, máy tập xoay eo kết hợp xà kép, ghế tập cơ bụng ngoài trời dành cho bài gập bụng
- Máy tập lưng eo hay còn gọi là Máy lắc lưng eo hỗ trợ các bài tập giúp rèn luyện khả năng vận động của hông, eo giúp vòng eo săn chắc tự nhiên. Tác dụng của máy lắc lưng eo gồm hỗ trợ hệ tuần hoàn và hệ hô hấp, tác động vùng cơ bụng, cơ lưng dưới, cơ hông, sử dụng phù hợp cho nhiều lứa tuổi từ trẻ em đến người già. Những chuyển động lắc lư của người tập trên chiếc máy tập lưng eo sẽ mang đến tác động xoa dịu vùng lưng eo, giúp cơ thể nhẹ hơn, giảm đau nhức và dễ dàng đứng thẳng hơn, đồng thời tập cho vòng eo săn chắc. Cách tập luyện là đứng hai chân trên đế, giữ tay nắm chặt hai bên thanh sau đó di chuyển đồng thời lắc cùng lúc hai chân sang trái và phải (ẹo qua ẹo lại), phần trên cơ thể cố định.
- Máy tập xoay eo: Dụng cụ này được thiết kế để hỗ trợ các động tác tập luyện hiệu quả cho vùng lưng eo. Sử dụng thiết bị này bằng cách hai tay nắm tay cầm, đặt hai chân lên đĩa xoay eo được lắp đặt cố định ở phía dưới, giữ cố định phần thân trên, thực hiện động tác xoay vặn phần thân dưới theo chiều kim đồng hồ và ngược lại. Thiết bị này được lắp đặt ở công viên, nơi công cộng, phù hợp cho nhiều lứa tuổi sử dụng dễ dàng.
- Dụng cụ tập lưng bụng: Dụng cụ tập lưng bụng là thiết bị hỗ trợ hệ tuần hoàn và hệ hô hấp và cũng tác động cơ vai và tay. Cách tập luyện: Hai tay cầm trên hai tay nắm trên hai vô lăng, di chuyển tay theo vành vô lăng như lái xe ô tô, kết hợp với hơi thở đều. Tác dụng của dụng cụ tập lưng bụng gồm hỗ trợ hệ tuần hoàn và hệ hô hấp, tác động cơ vai và tay, thích hợp với nhiều đối tượng như nhân viên văn phòng ngồi trước máy tính liên tục, học sinh, các bà nội trợ, những người muốn luyện tập để có cơ thể dẻo dai khỏe mạnh.
- Máy tập đạp xe hay còn gọi là dụng cụ đạp xe cố định: Là thiết bị thường thấy tại các khu công viên, khi thay thế cho việc đạp xe thông thường nhưng mang lợi ích sức khỏe từ hình thể đến hệ tuần hoàn bên trong. Về hình thể, chức năng tập luyện chính của loại máy tập đạp xe là luyện cho đôi chân săn chắc từ bắp tới đùi, đặc biệt là những ai có vùng đùi lớn hoặc lỏng cơ sau thời gian dài không rèn luyện. Về sức khỏe, tập luyện với thiết bị này cũng hỗ trợ cải thiện chức năng tim phổi của cơ thể con người, giúp người tập thêm bền sức, dẻo dai và nhiều năng lượng hơn. Thiết bị đạp xe, xe đạp tựa lưng phổ biến tại các công trình công cộng và công viên. Máy có thiết kế đơn, đôi phù hợp cho rất nhiều đối tượng cùng tập luyện một cách hiệu quả nhưng không làm ảnh hưởng tới nhau.
- Máy tập chèo thuyền ngoài trời: Thiết bị máy tập chèo thuyền ngoài trời mang đến những chuyển động mạnh mẽ, tác động chú trọng vào các vùng cơ đùi, tay, lưng, đồng thời cũng mang đến hiệu quả đồng đều cho cả cơ thể một cách thụ động. Nếu tập luyện đúng, kiểm soát nhịp thở ổn định, người dùng sẽ dần cảm thấy sự thay đổi về dáng vóc, tỷ lệ mỡ và cơ và sức bền nói chung trong các hoạt động thường ngày.
- Thiết bị thể dục ngoài trời còn có những nhóm khác ít phổ biến hơn (thực tế là các chủ đầu tư ít lắp đặt hơn), như nhóm vận động trí tuệ gồm các môn thể thao như cờ vua, cờ tướng, nhóm vận động dành cho trẻ em như thang vận động ngang, thang vận động dọc, thiết bị tập nhảy zic zắc, bập bênh, rào vượt lắp hông, thú nhún.

## Thể dục ngoài trời
Thể dục ngoài trời (Outdoor fitness) bao gồm các bài tập thể dục được thực hiện bên ngoài tòa nhà nhằm mục đích cải thiện, nâng cao thể lực, thể chất, thể trạng. Các bài tập thể dục ngoài trời trái ngược với các bài tập được thực hiện bên trong phòng tập thể dục hoặc câu lạc bộ sức khỏe với cùng mục đích. Hoạt động này có thể được thực hiện trong công viên (tại các sân tập gym), trong vùng hoang dã hoặc địa điểm ngoài trời khác. Ở Đức vào thế kỷ XIX có Turnplatz là một không gian ngoài trời dành cho việc tập luyện thể dục dụng cụ đã được nhà giáo dục người Đức Friedrich Jahn và Turners là một phong trào chính trị và thể dục dụng cụ đã thúc đẩy hình thành trào lưu tập thể dục. Sự phổ biến của thể dục ngoài trời tăng nhanh vào nửa sau thế kỷ XX và phát triển thành thị trường tiêu dùng thương mại vào thế kỷ XXI. Có một sự bùng nổ về phong trào chạy bộ vào những năm 1970 và các tuyến đường tập thể dục ngoài trời được phát triển ở Hoa Kỳ và Châu Âu.
Tuy nhiên, phần lớn sự phát triển của ngành thể dục là thông qua các phòng tập thể dục trong nhà và câu lạc bộ sức khỏe. Các trại huấn luyện thể dục ngoài trời được phát triển ở Úc, Hoa Kỳ và Vương quốc Anh vào những năm 1990 và Canada vào năm 2001. Vào thế kỷ 21, thể dục ngoài trời phát triển thành một thị trường tiêu dùng thương mại. Các lớp thể dục nhóm ngoài trời do huấn luyện viên cá nhân hoặc chuyên gia thể dục hướng dẫn đã trở thành một hình thức tập thể dục ngoài trời phổ biến. Nhiều khóa đào tạo dành cho chuyên gia thể dục và các chứng chỉ dành cho các công ty chuyên về thể dục ngoài trời đã nở rộ. Xu hướng thể dục ngoài trời dẫn đến sự gia tăng của các sân tập thể dục ngoài trời.. Sự tham gia ngày càng đông đảo đã được ghi nhận trong các sự kiện có tổ chức mở rộng ra quốc tế như Parkruns, Tough Mudder và Be Military Fit và các môn thể thao như ba môn phối hợp và đạp xe. Các bài tập thể dục ngoài trời cũng đã trở thành một hoạt động thể dục ngoài trời phổ biến ở một số quốc gia, với giải vô địch thế giới diễn ra từ năm 2011. Trong những năm gần đây, nhiều trường học đã khám phá ra hoạt động ngoài trời như một phương tiện giáo dục.

## Hình ảnh

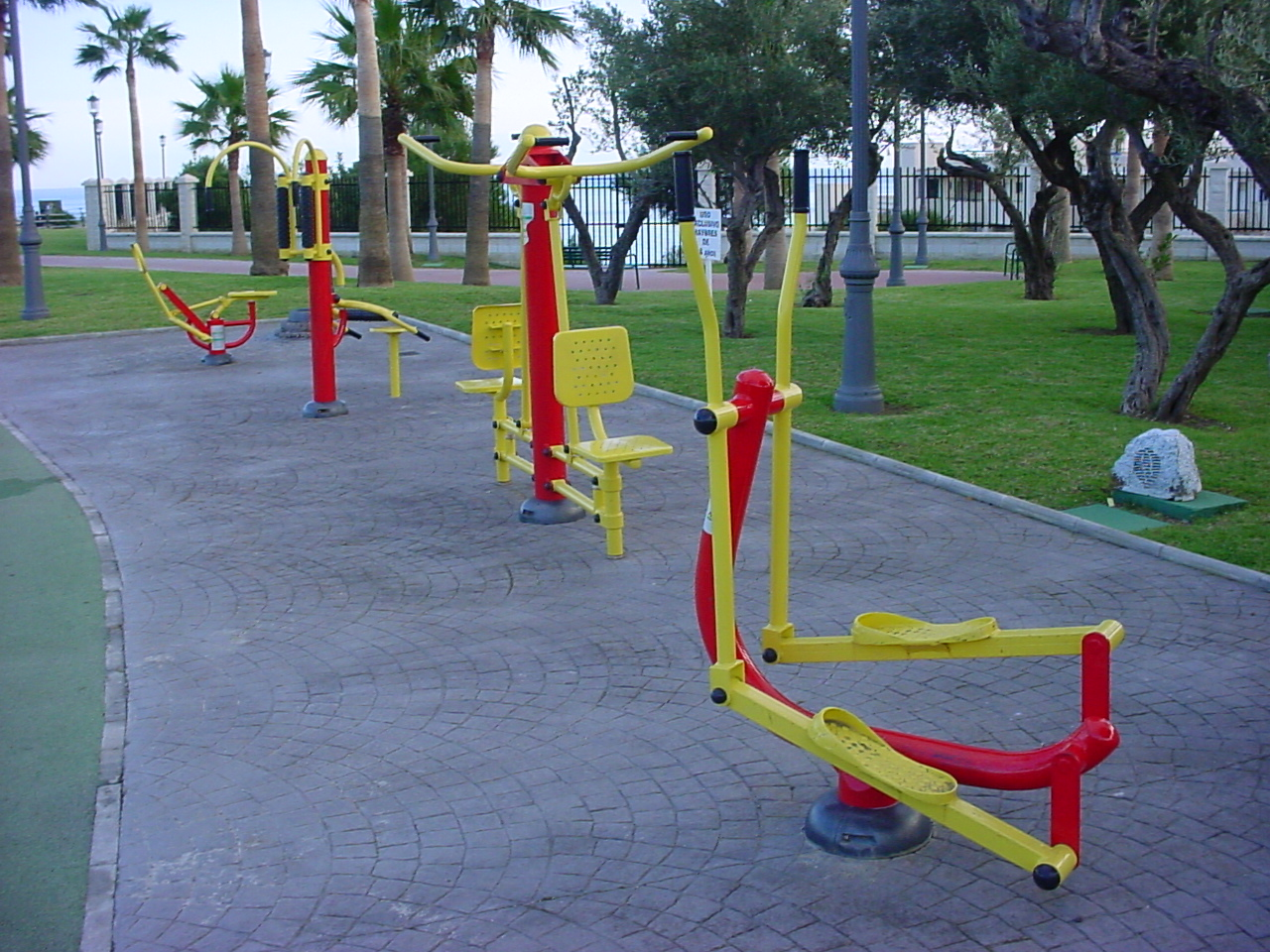
Các thiết bị được lắp đặt gồm máy đi bộ lắc tay và máy đẩy tay
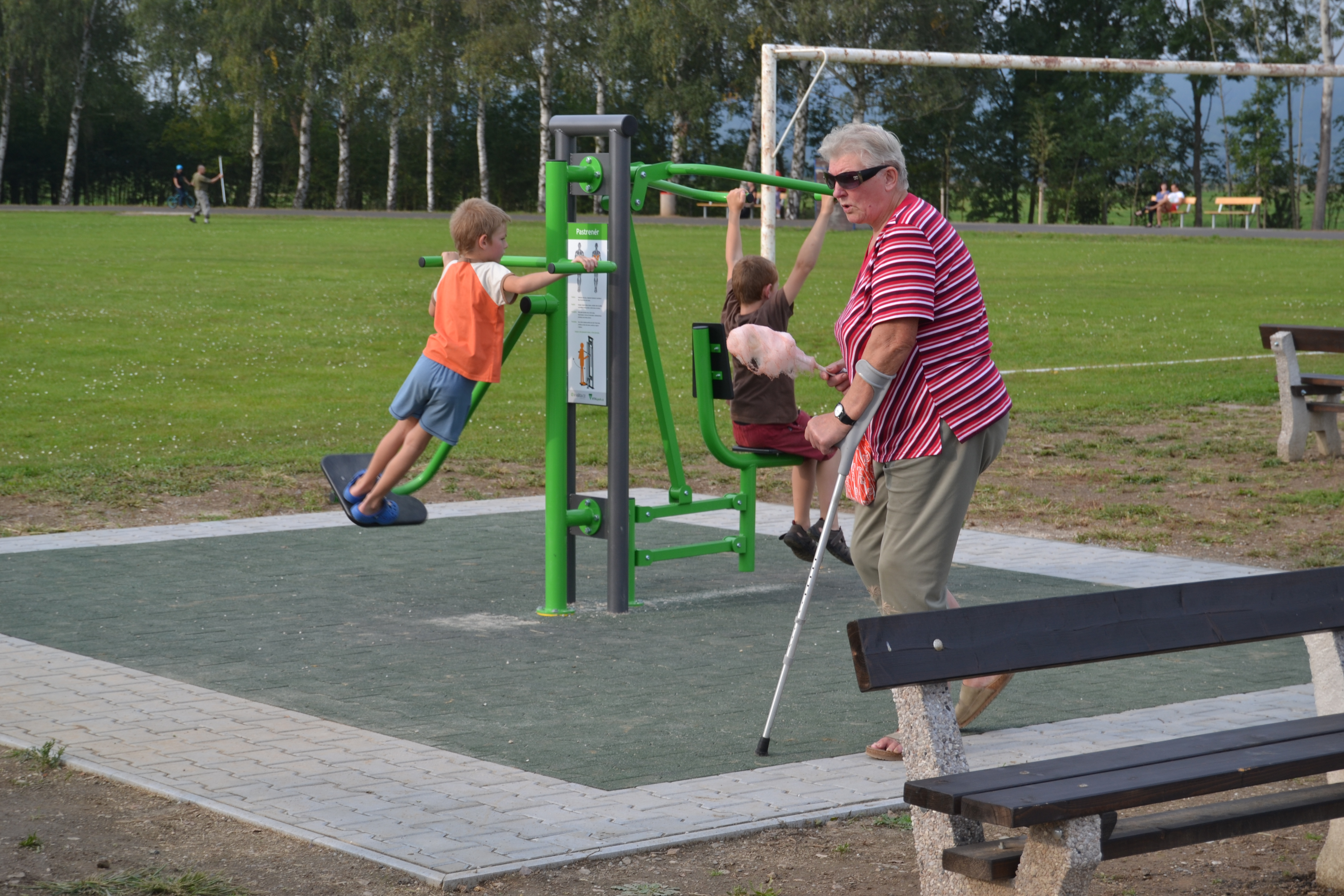
Một em trai đang sử dụng thiết bị máy lắc lưng eo tại Công viên Venkovní
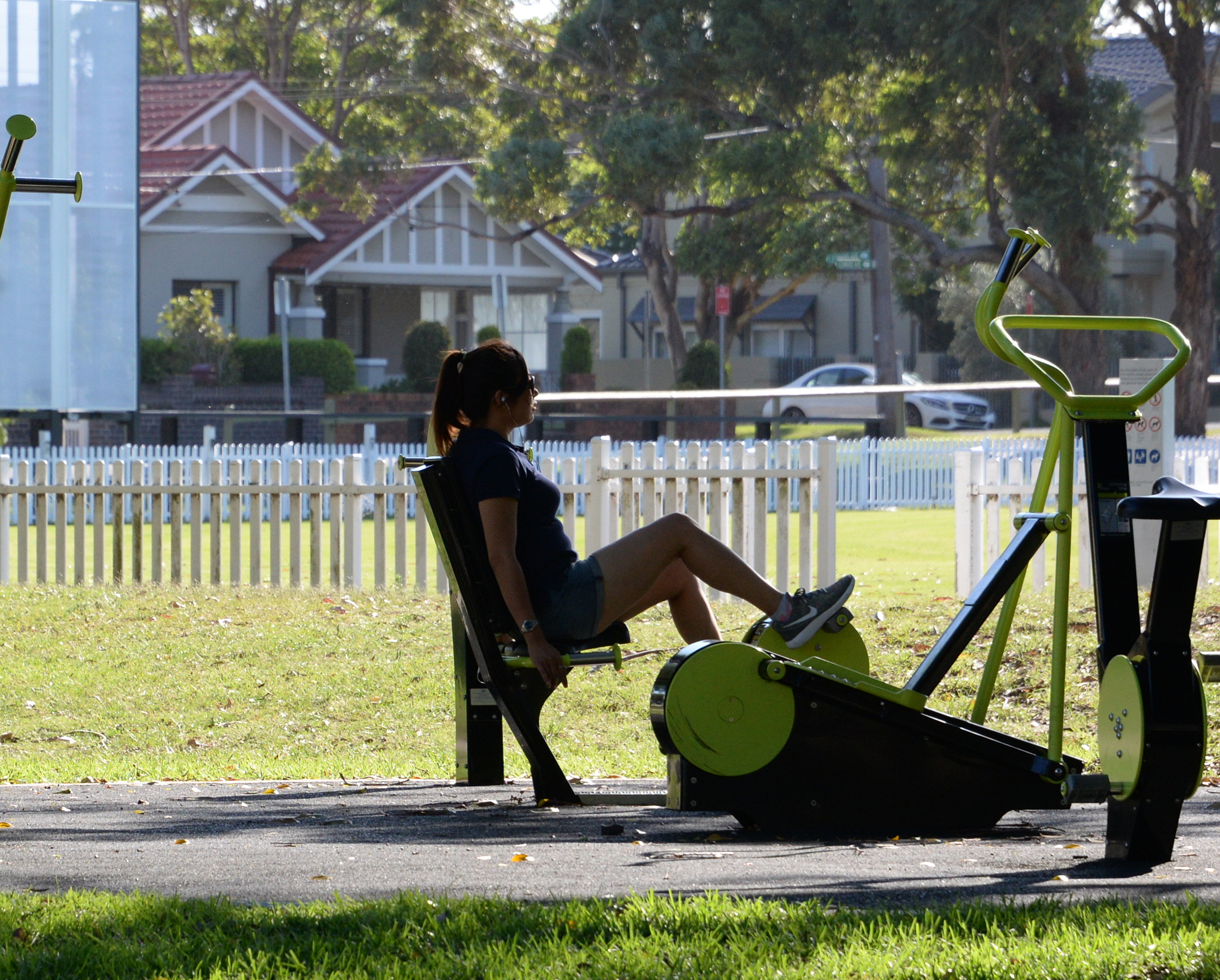
Một cô gái đang sử dụng thiết bị đạp chân ở Công viên Kensington
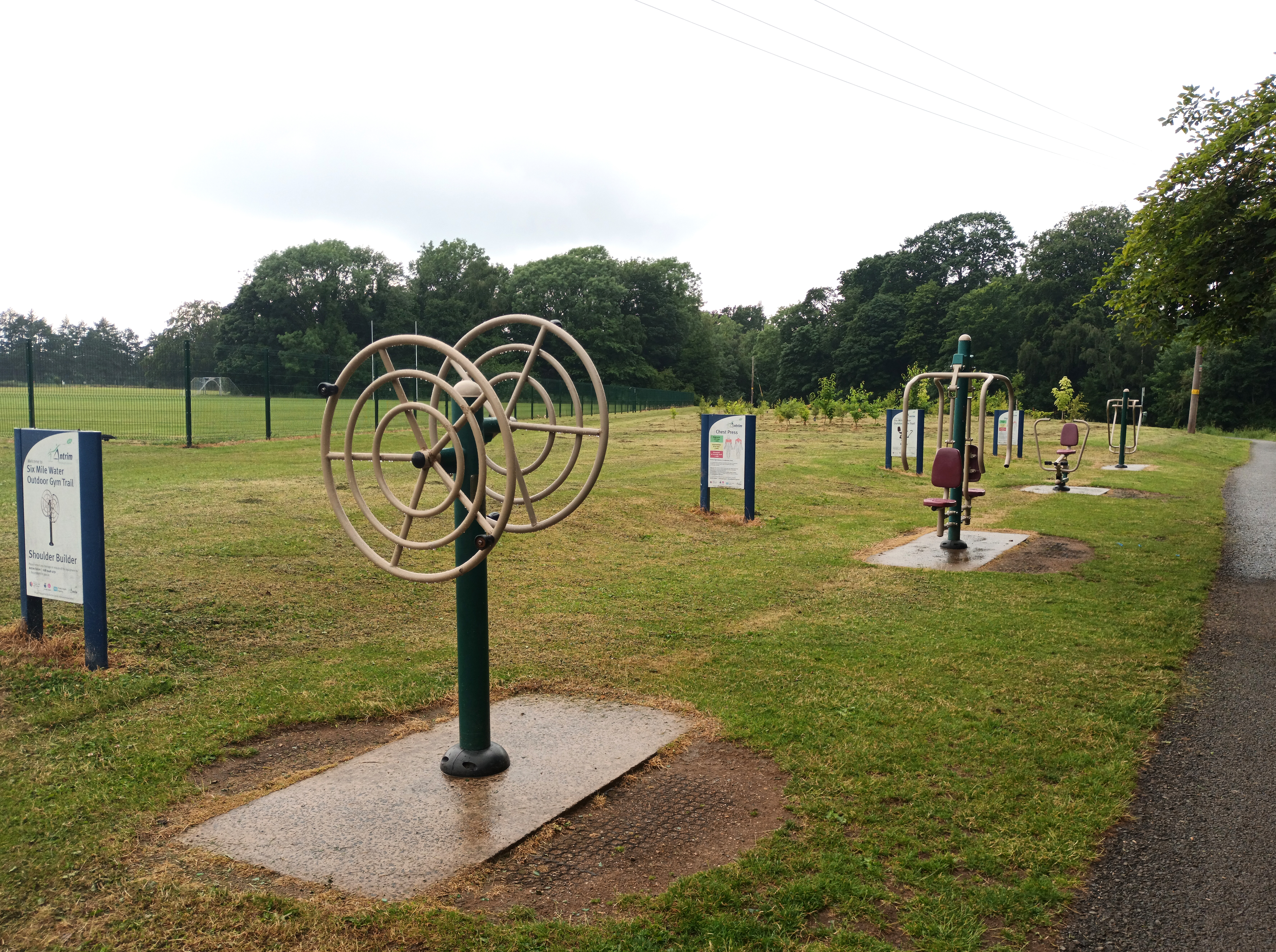
Thiết bị máy xoay tay được lắp đặt tại công viên Antrim Castle
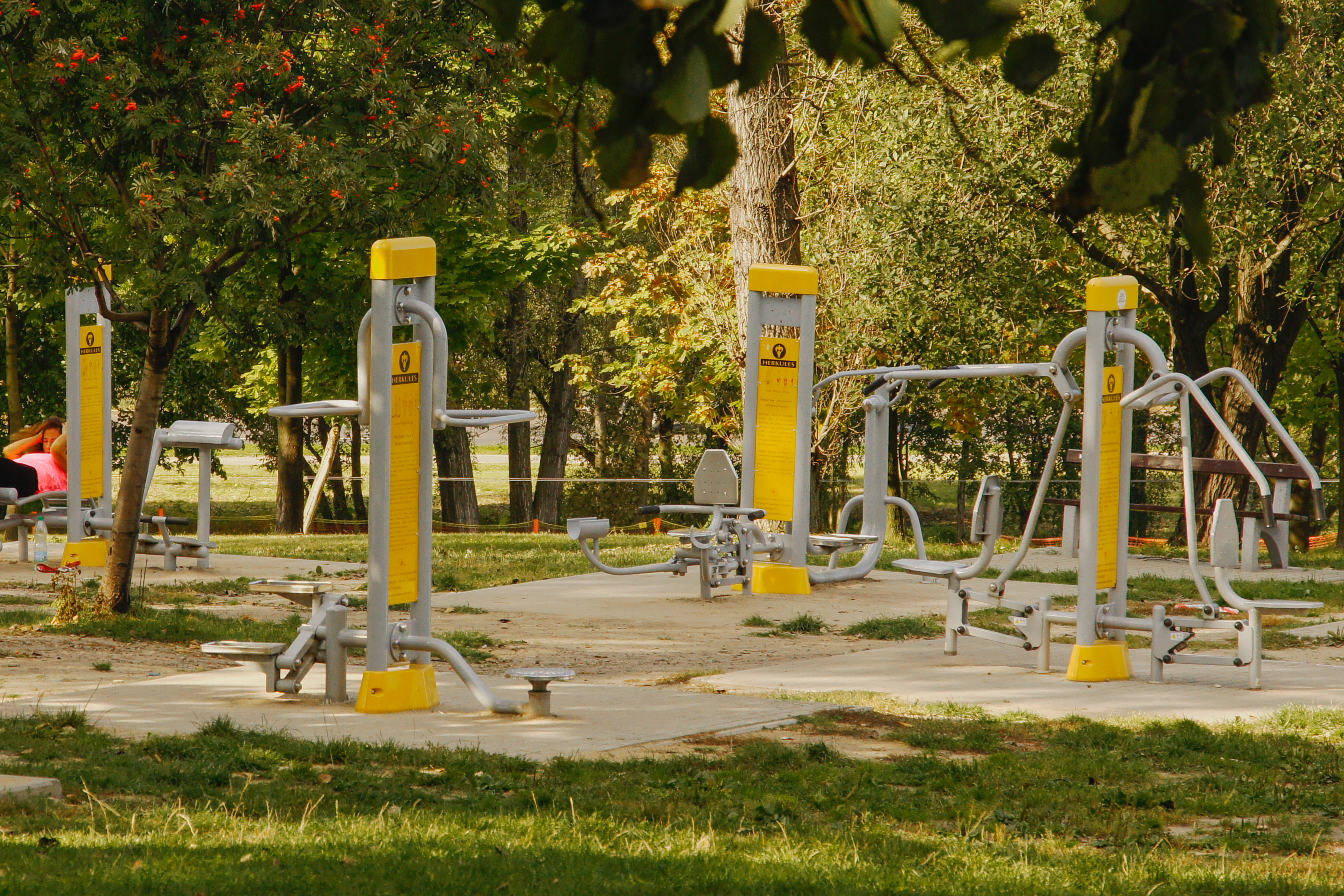
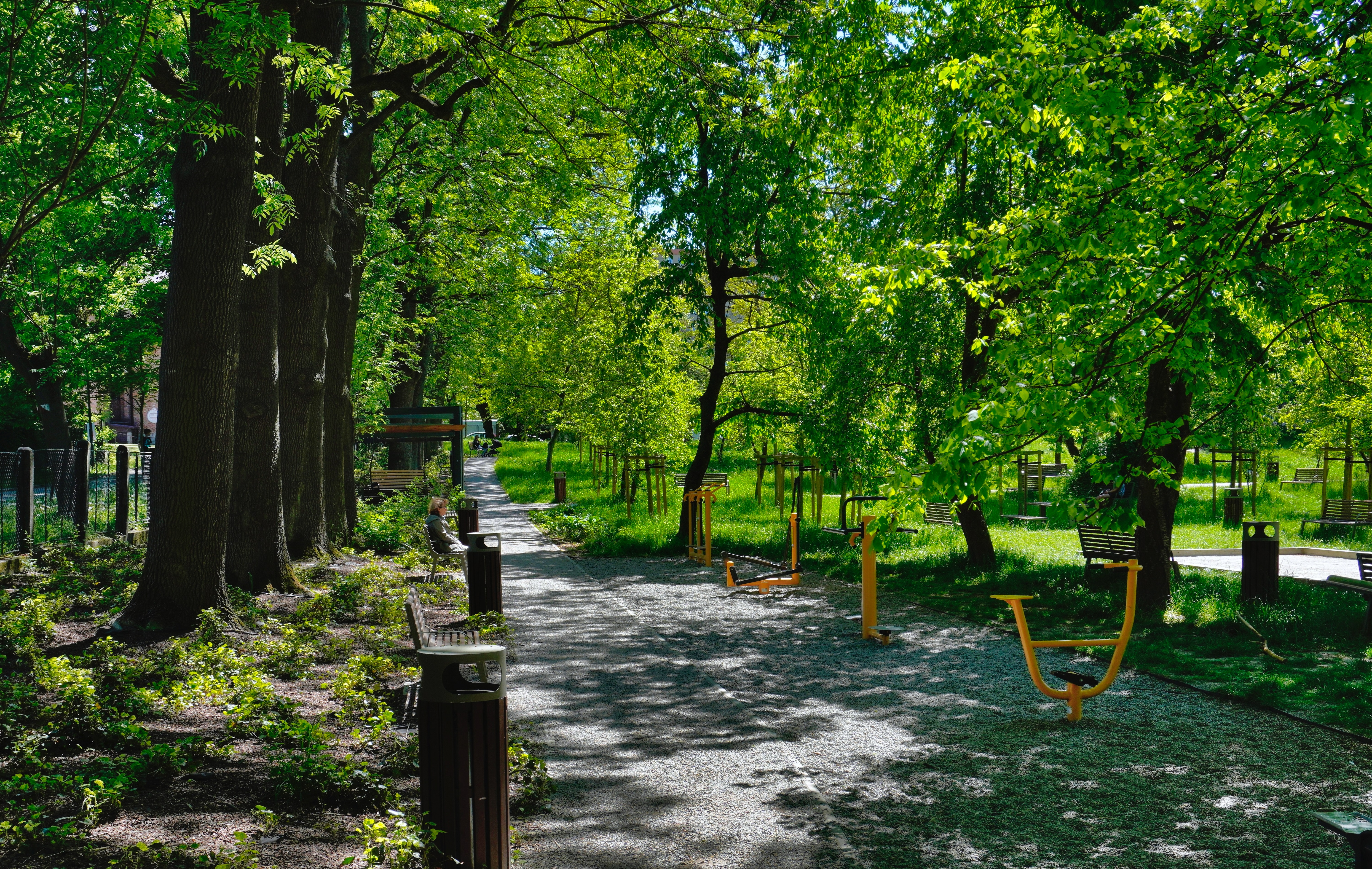
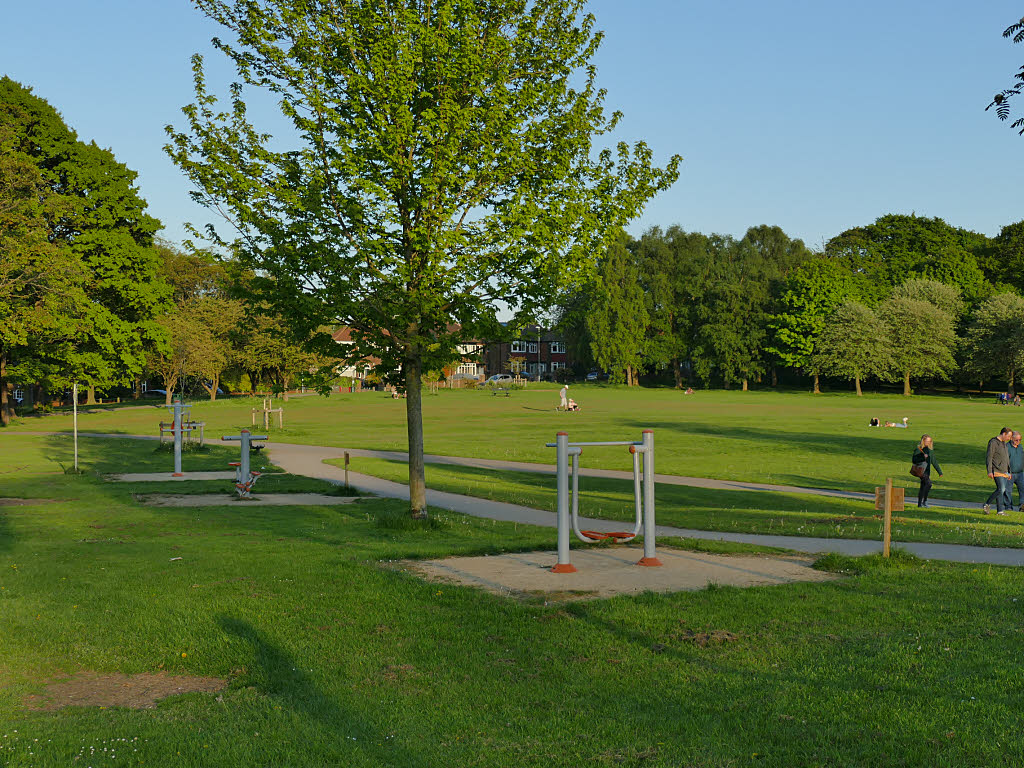
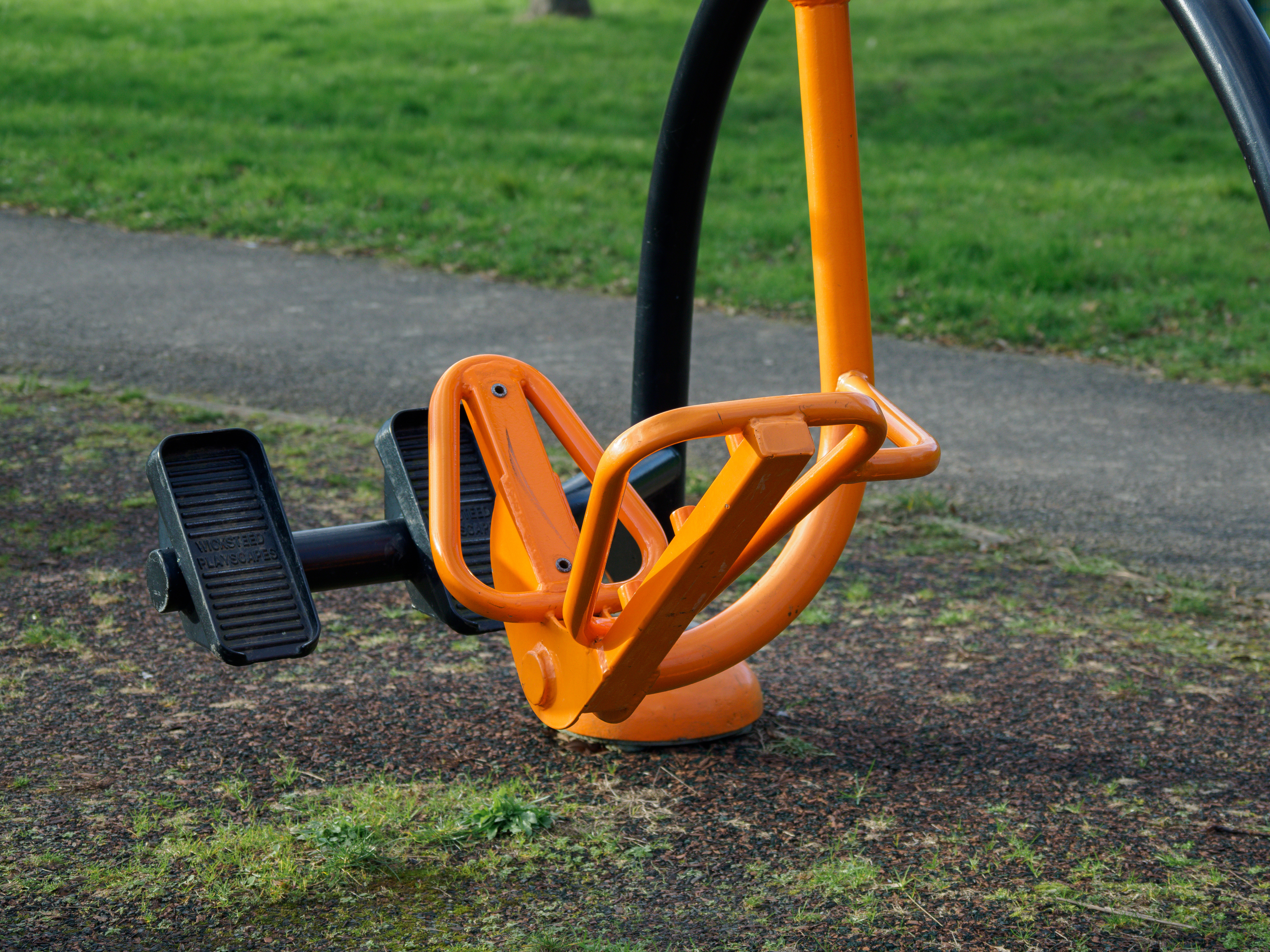
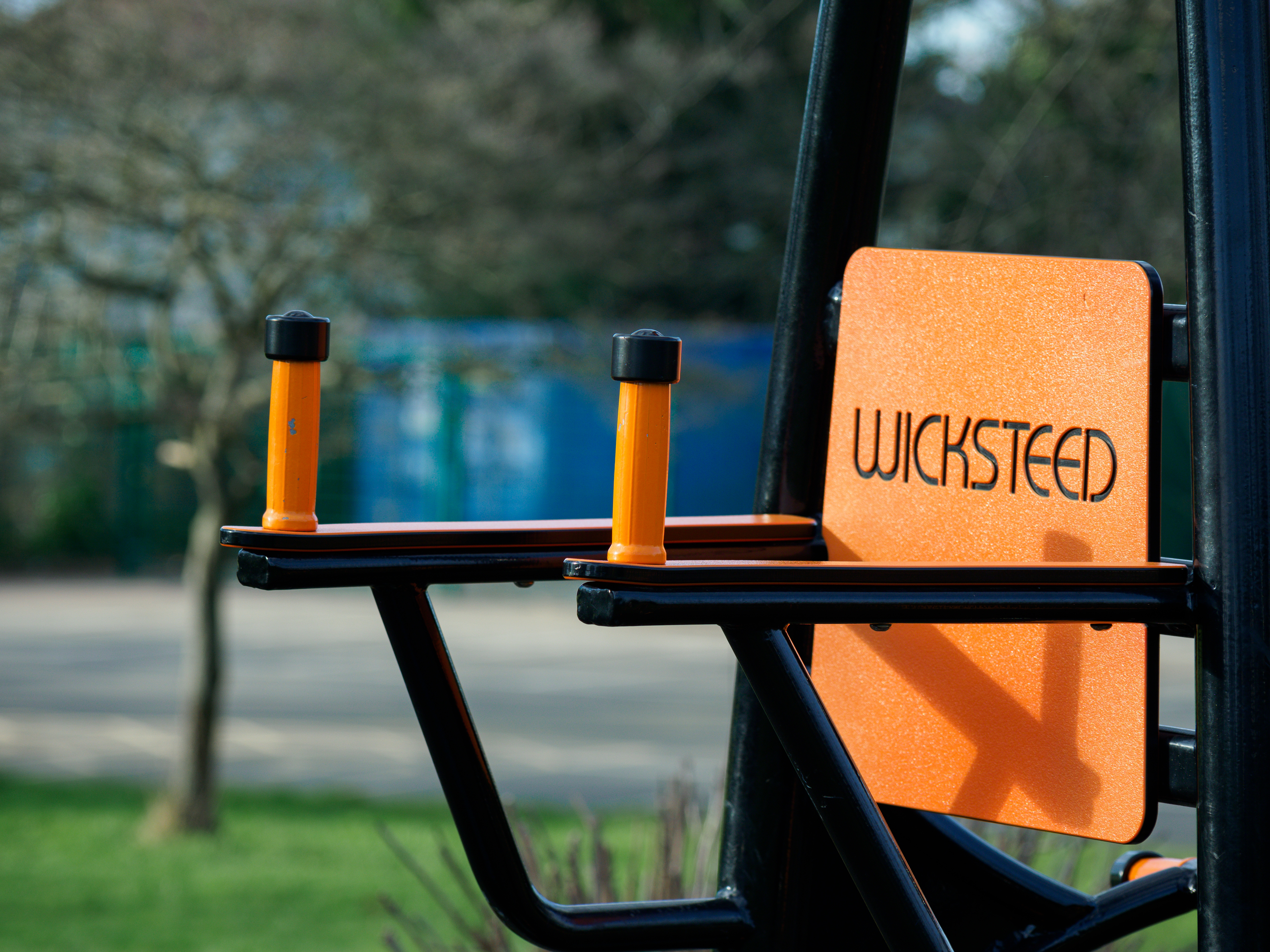
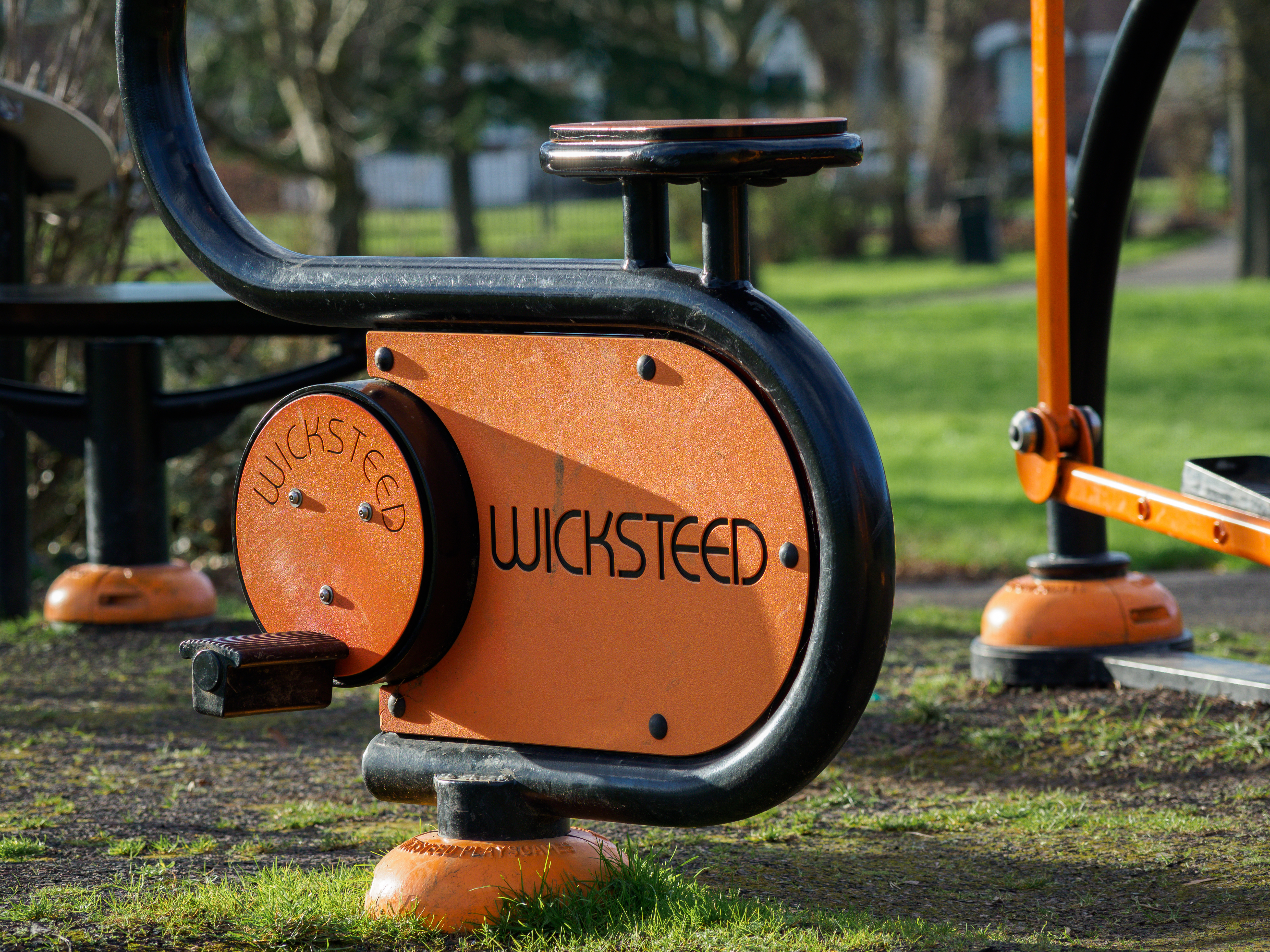
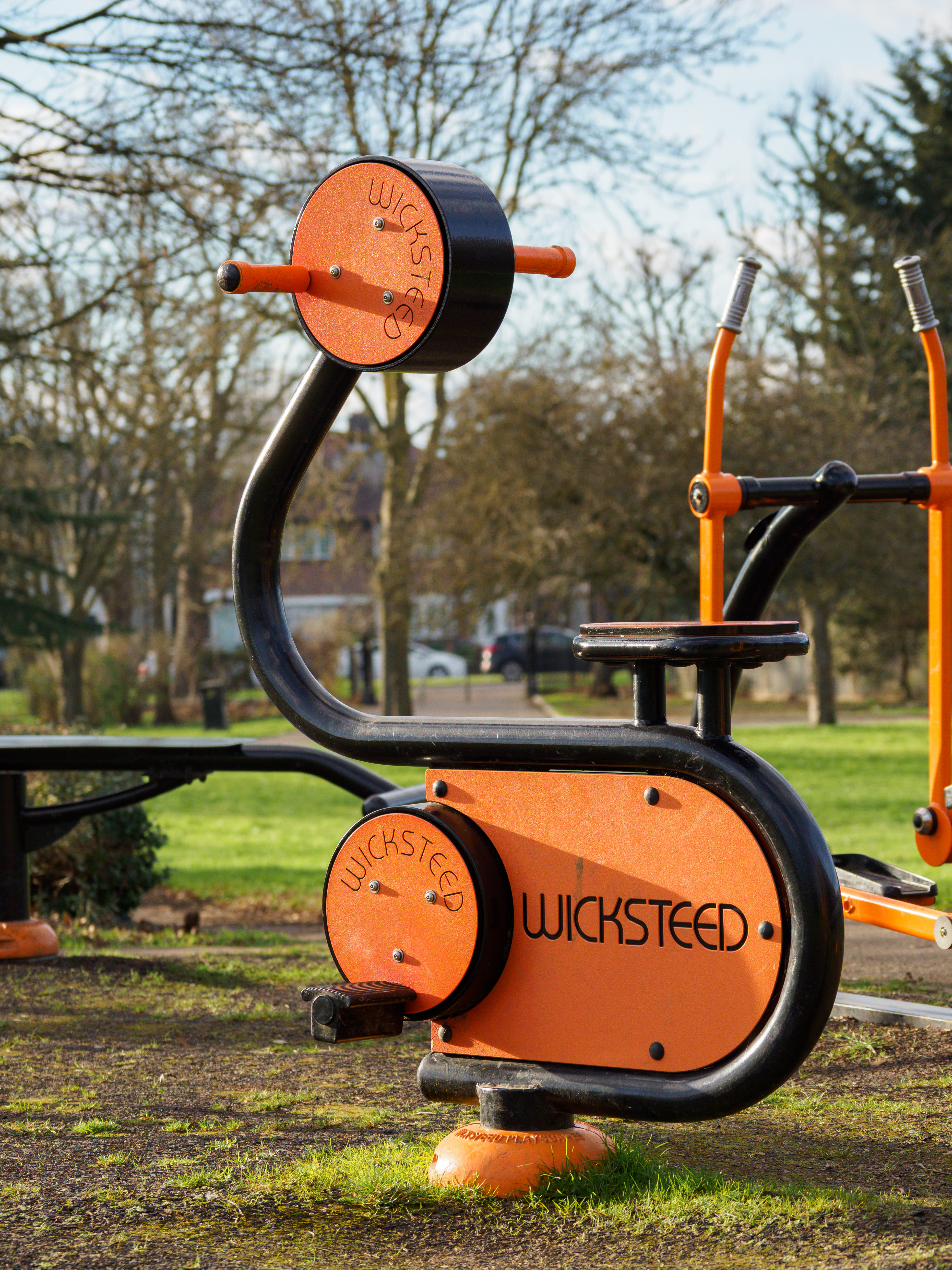
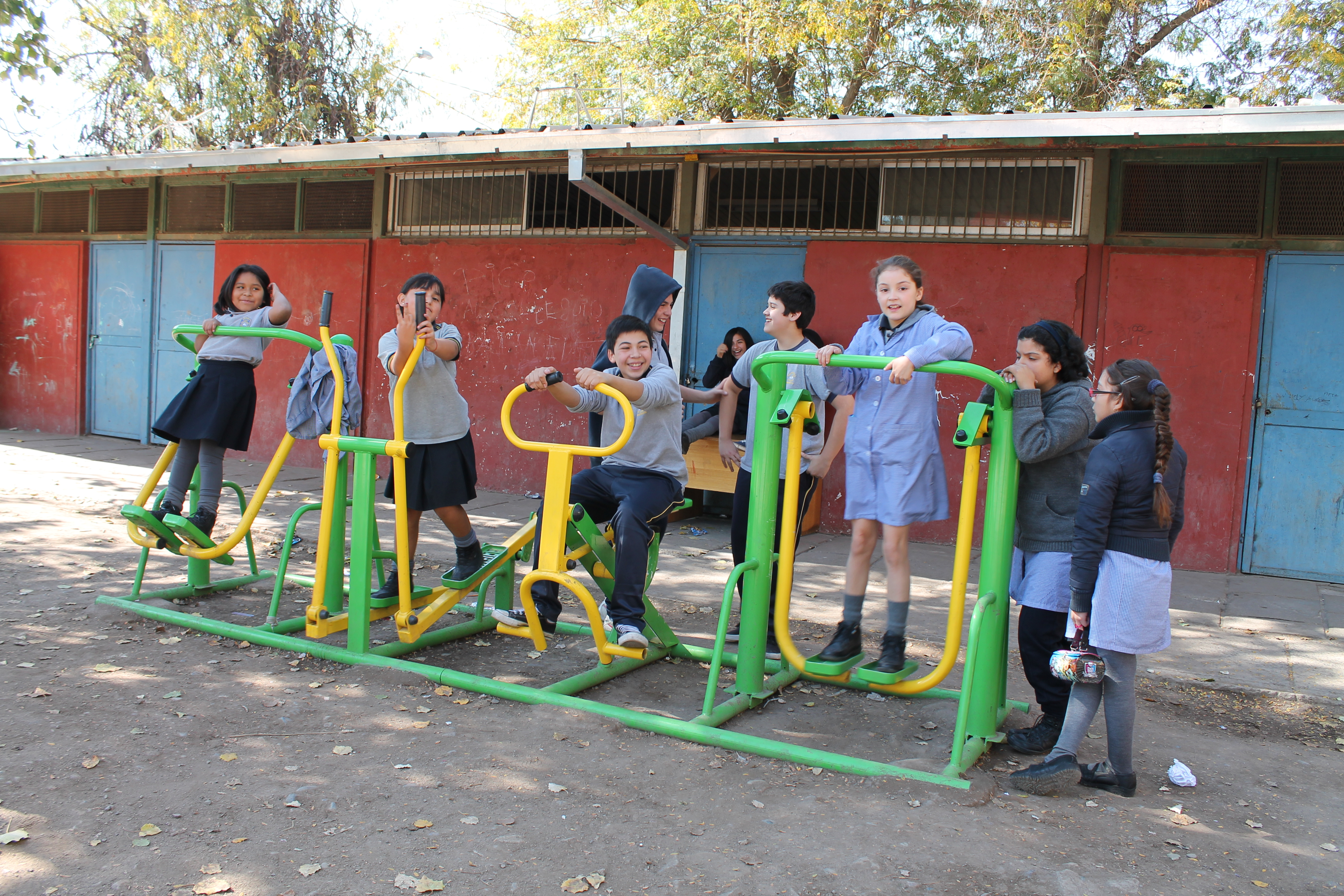
Trẻ em tập thể dục ở Chile, dụng cụ được các em sử dụng là máy lắc lưng eo (lắc về phía trước) và máy đi bộ trên không
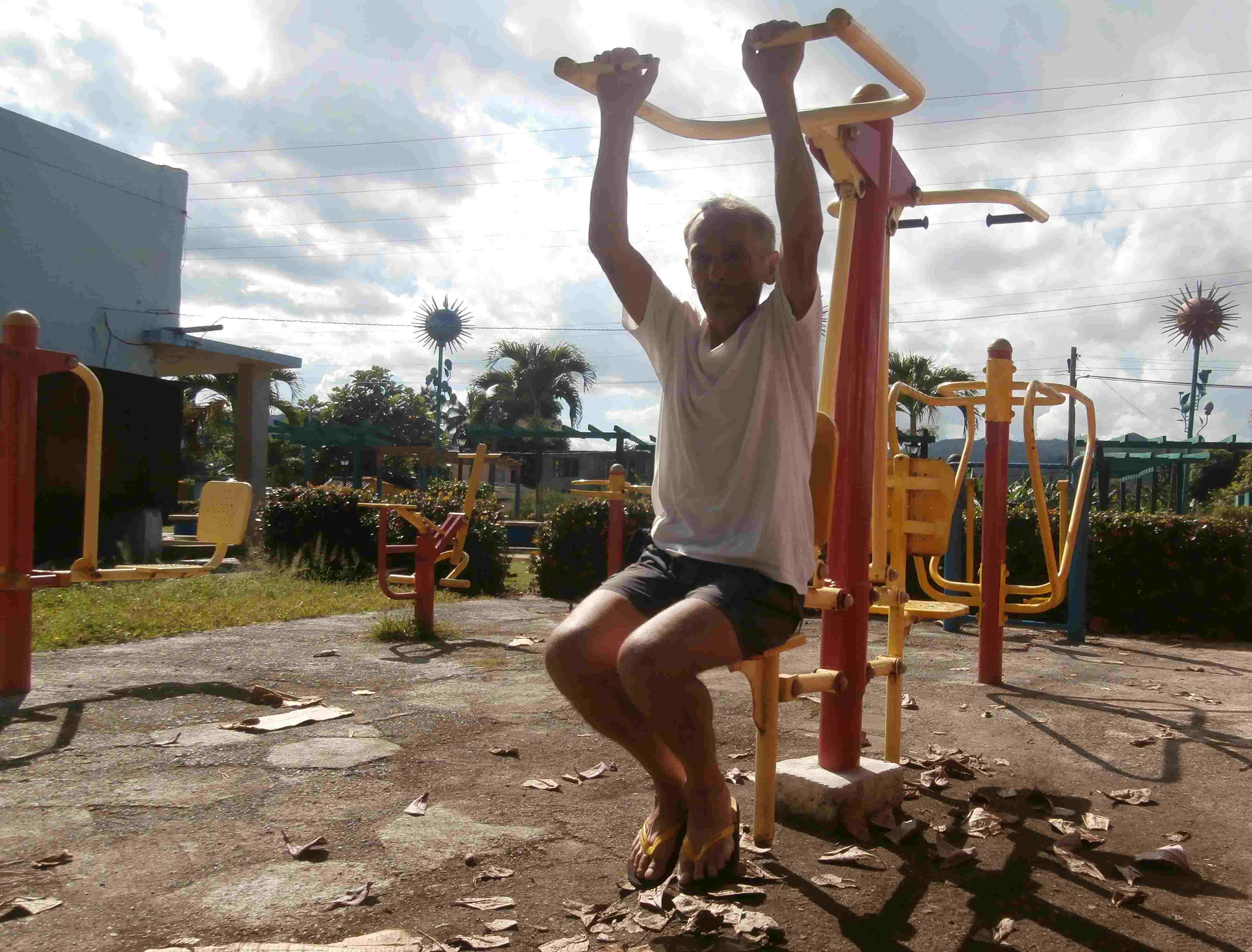
Người cao tuổi tập thể dục ngoài trời ở Cuba, thiết bị được sử dụng là máy kéo tay
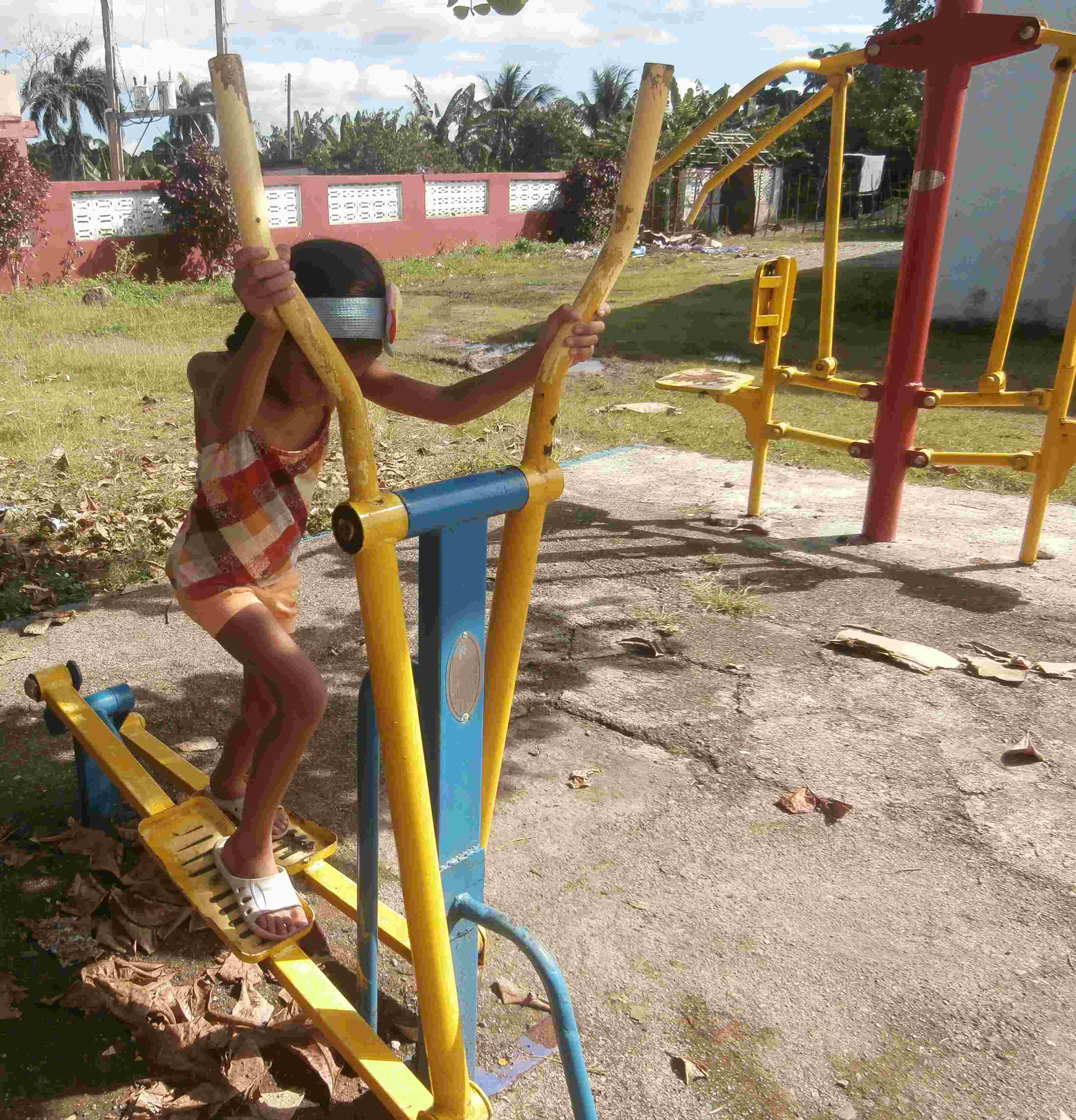
Trẻ em tập thể dục ngoài trời ở Cuba, thiết bị được sử dụng là máy trượt tuyết hay còn gọi là máy đi bộ lắc tay
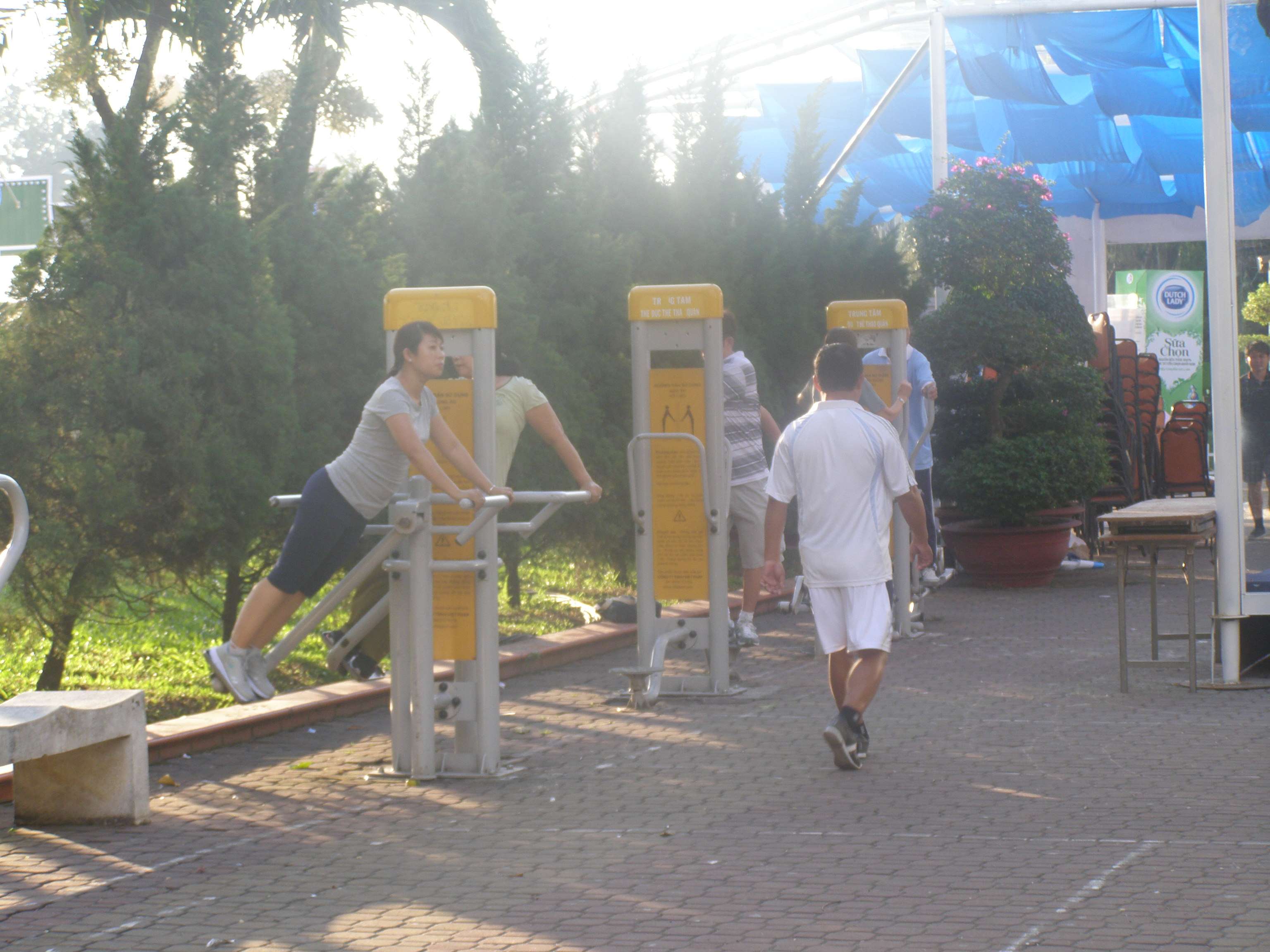
Người dân tập thể dục ở Thành phố Hồ Chí Minh, dụng cụ đang được người phụ nữ sử dụng là máy lắc lưng eo
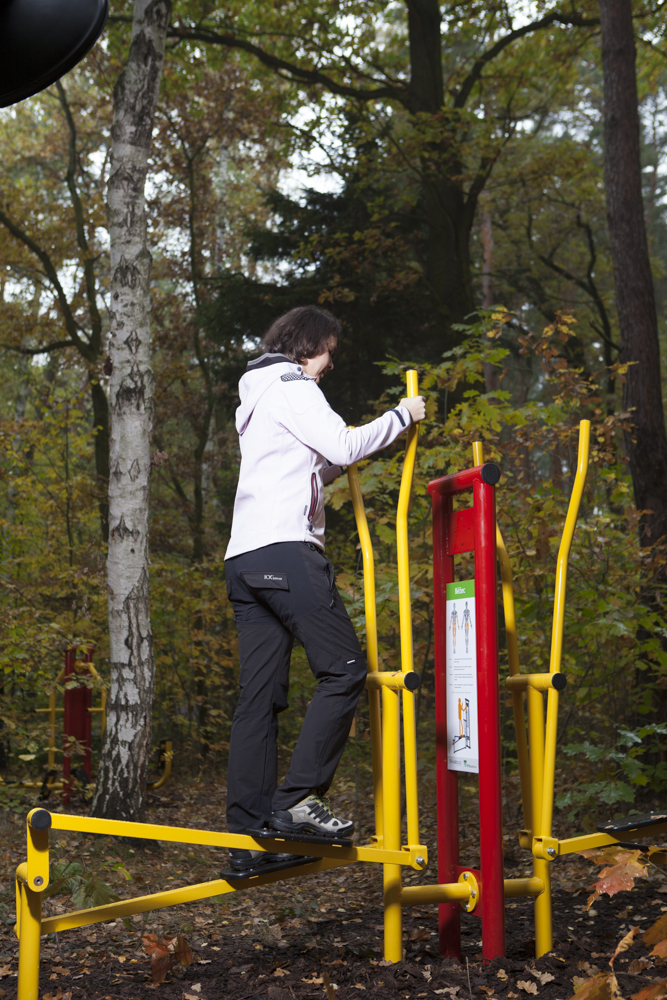
Một cô gái đang sử dụng thiết bị đi bộ kéo tay hay còn gọi là máy trượt tuyết